# 프로데 에스틸
프로데 에스틸(노르웨이어: Frode Estil, 1972년 5월 31일~)은 노르웨이의 크로스컨트리 스키 선수이다. 2002년 동계 올림픽에서 남자 크로스컨트리 스키 10km+10km 복합 추적 종목과 계주 종목 금메달과 15km 클래식 종목 은메달을 획득했으며 2006년 동계 올림픽에서 15km+15km 추적 종목 은메달을 획득했다. 또한 세계 선수권 대회에서 개인 금메달 1개를 포함하여 금메달 4개, 은메달 2개, 동메달 3개를 획득했다.